# Округ Беј (Флорида)
Беј (енгл. Bay County) је округ у америчкој савезној држави Флорида. По попису из 2010. године број становника је 168.852.

## Демографија
Према попису становништва из 2010. у округу је живело 168.852 становника, што је 20.635 (13,9%) становника више него 2000. године.
| Група             | 2000.           | 2010.           |
| Белци             | 122.708 (82,8%) | 133.790 (79,2%) |
| Афроамериканци    | 15.772 (10,6%)  | 18.180 (10,8%)  |
| Азијати           | 2.561 (1,7%)    | 3.353 (2,0%)    |
| Хиспаноамериканци | 3.591 (2,4%)    | 8.107 (4,8%)    |
| Укупно            | 148.217         | 168.852         |